# Словенске Дярмоти
Словенске Дярмоти (словац. Slovenské Ďarmoty) — село, громада в окрузі Вельки Кртіш, Банськобистрицький край, центральна Словаччина, історичний регіон Новоград. Кадастрова площа громади — 10,04 км². Населення — 553 особи (за оцінкою на 31 грудня 2017 року).

## Історія
Перша згадка 1919 року.

## Географія
Протікає Требушовський потік.

## Населення
| Рік:            | 1994. | 2004.   | 2014.   | 2024.    |
| --------------- | ----- | ------- | ------- | -------- |
| Кількість осіб: | 611   | 553     | 570     | 500      |
| Різниця:        |       | -9,49 % | +3,07 % | -12,28 % |

| Рік:            | 2023. | 2024.   |
| --------------- | ----- | ------- |
| Кількість осіб: | 493   | 500     |
| Різниця:        |       | +1,41 % |